# Експерименти з мовною депривацією
Експерименти з мовною депривацією кілька разів намагалися здійснити в історії, ізолюючи немовлят від нормального використання розмовної чи жестової мови, намагаючись розкрити фундаментальний характер людської природи чи походження мови. 
Американський літературознавець Роджер Шаттак назвав цей вид наукового дослідження «забороненим експериментом», через виняткову депривацію звичайного людського контакту, яку він вимагає. Хоча і не призначені для вивчення мови, подібні експерименти з нелюдськими приматами (англ. non-human primates) (яма відчаю) із залученням повної соціальної депривації призводили до психозу.

## В історії
Стародавні записи свідчать, що подібний експеримент проводився час від часу. Ранній запис подібного експерименту можна знайти в «Історії» Геродота. За Геродотом, єгипетський фараон Псамметіх I провів такий експеримент, і дійшов висновку, що фригійська раса повинна передувати єгиптянам, оскільки дитина вперше вимовила щось схоже на фригійське слово «bekos», що означає «хліб». Однак, цілком ймовірно, що це було навмисне тлумачення її лепетання.
В експерименті, нібито, здійсненому імператором Священної Римської імперії Фрідріхом II, у 13 столітті,  намагалися визначити, чи існує природна мова шляхом спостереження за маленькими немовлятами, вирощеними без взаємодії з людиною, яку вони мали демонструвати, як тільки їхній голос дозріє. Стверджується, що він прагнув виявити, якою мовою Бог наділив Адама та Єву.
Експеримент був записаний ченцем Салімбене Пармським у його «Хроніках», який писав, що Фредерік заохочував «названих матерів та  і годувальниць, щоб ті годували груддю та купали та мили дітей, але жодним чином не говорили з ними, щоб він дізнався, чи будуть вони говорити єврейською мовою (яку він вважав першою), або грецькою, або латинською, або арабською, або чіткою мовою батьків, у яких вони народилися. Але він марно трудився, бо діти не могли жити без плескання руками, і жестів, і радісного виразу обличчя, і пестощів».
Через кілька століть після експерименту Фрідріха II, король Шотландії Яків IV, як кажуть, послав двох дітей, щоб їх виховувала німа жінка, яка була ізольована на острові Інчкіт, щоб визначити, чи мова є вроджена чи вивчається. Повідомлялося, що діти добре розмовляли івритом, але історики скептично ставились до цих тверджень незабаром після їх висловлення. Цей експеримент пізніше був повторений падишахом з династії Великих Моголів Акбаром I Великим, який вважав, що мова обумовлена слухом, таким чином діти, виховані без чуття людської мови, стали б німими.

## В мистецтві
- «Заборонений експеримент» відбувається в «Нью-йоркській трилогії» Пола Остера.
- В епізоді «Без звуку» (англ. Mute) телесеріалу «Сутінкова зона», декілька дітей виховуються таким чином, щоб сприяти телепатичному спілкуванню.
- У комічному серіалі «Бетдівчина», головний персонаж Кассандра Кейн у дитинстві позбавлена розмовної мови. Це було частиною спроби створити бойового митця з винятковою здатністю інтерпретувати мову тіла, оскільки вважалося, що це дасть велику перевагу в тісному бою.
- В Дзеркало Кассандри (фр. Le Miroir de Cassandre) Бернара Вербера, головний персонаж Кассандра та її старший брат позбавлені розмовної мови протягом частини дитинства як експеримент їх матері, відомого педопсихолога.